# Eumacrodes caudata
Eumacrodes caudata là một loài bướm đêm trong họ Geometridae.